# روميل روبنسون
روميل روبنسون (بالإنجليزية: Rumeal Robinson)‏ مواليد 13 نوفمبر 1966 في جامايكا، هو لاعب كرة سلة أمريكي سابق بدأ مسيرته الاحترافية في سنة 1990. تم اختياره من قبل فريق أتلانتا هوكس خلال الدرافت. يبلغ طوله 6 قدم 2 بوصة (1.9 م). حقق المركز الثاني في دورة الألعاب الأمريكية 1995. اعتزل اللعب في 2002. أحرز خلال مسيرته في الإن بي إيه 2546 نقطة بمعدل 7.6 نقاط في المباراة الواحدة.

## المسيرة الاحترافية
لعب مع أتلانتا هوكس من سنة 1990 إلى 1992، ثم لعب مع بروكلين نتس من سنة 1992 إلى 1994، ثم لعب مع شارلوت هورنتس في موسم 1993–1994، ثم لعب مع بورتلاند ترايل بلايزرز في سنة 1996، ثم لعب مع لوس أنجلوس ليكرز في موسم 1996–1997، ثم لعب مع فينيكس صنز في سنة 1997.

## الميداليات
| الميدالية | المسابقة                    |
| --------- | --------------------------- |
| فضية      | دورة الألعاب الأمريكية 1995 |

## روابط خارجية
- روميل روبنسون على موقع إن بي أي (الإنجليزية)
- روميل روبنسون على موقع سبورتس رفرنس (الإنجليزية)
- روميل روبنسون على موقع كرة السلة الأوروبية.كوم (الإنجليزية)
- روميل روبنسون على موقع كلية كرة السلة في سبورتس رفرنس.كوم (الإنجليزية)
- روميل روبنسون على موقع ريلجم (الإنجليزية)
- روميل روبنسون على موقع بروبوليرز (الإنجليزية)
- روميل روبنسون على موقع سبورتس رفرنس (الإنجليزية)